# Набережная имени Ленина (Ялта)

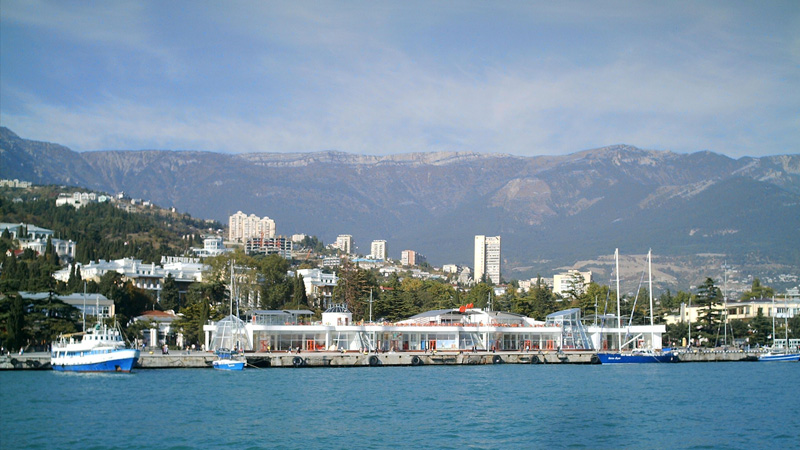
Вид на набережную с моря

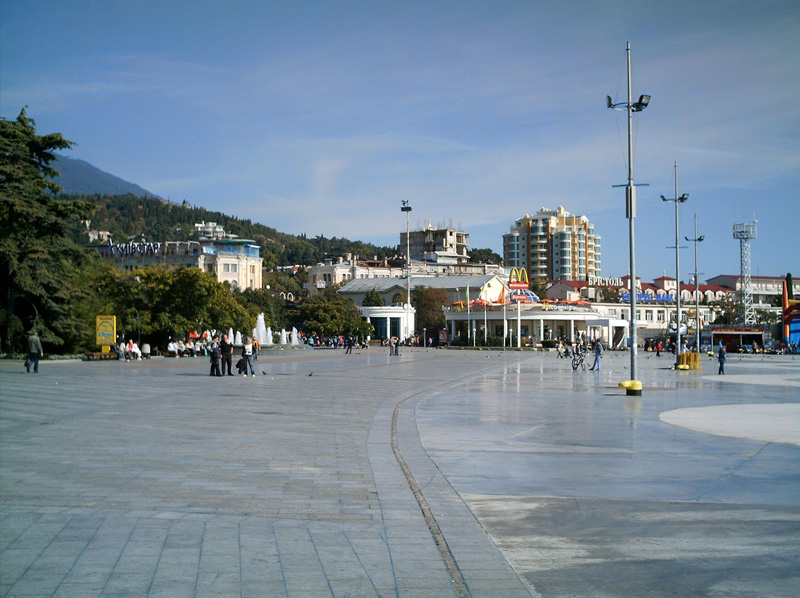
Вид набережной

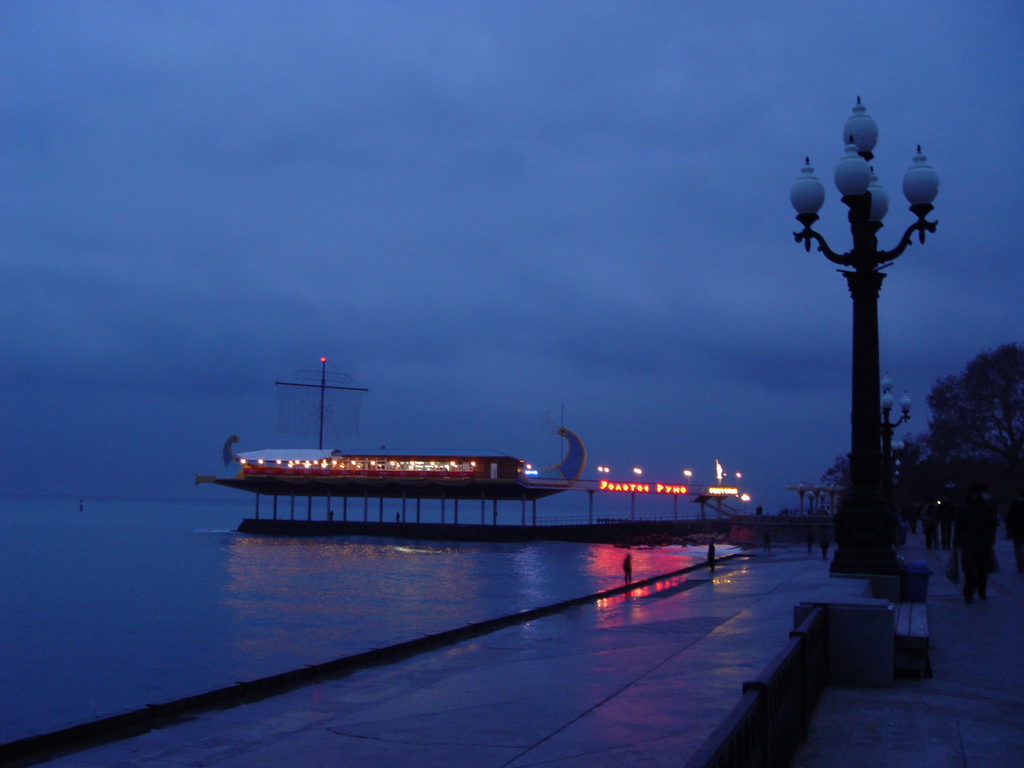
Ресторан «Apelsin» вечером

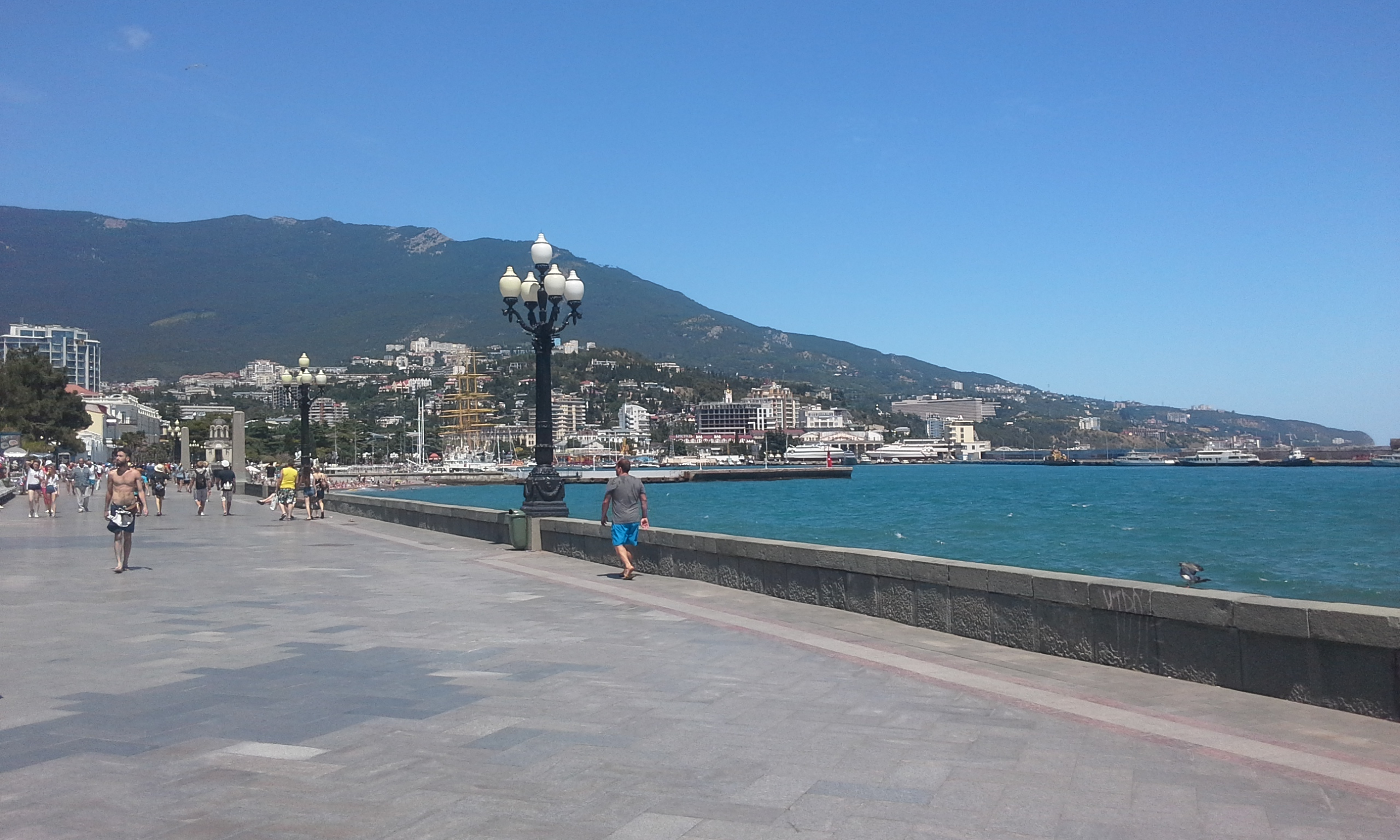
Набережная летом

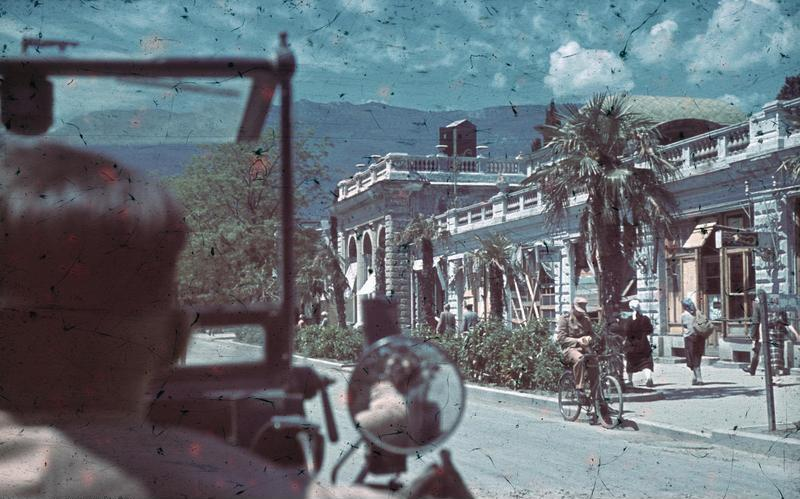
Летом 1942 года во время оккупации

На́бережная и́мени Ле́нина — центральная пешеходная улица Ялты, одна из старейших улиц города. Набережная обрамлена пальмами и заполнена непрерывной чередой аттракционов, баров, кафе и ресторанов. В архитектуре сплетены разнообразные стили, она облицована полихромным красным гранитом и светло-серым порфиритом.

## История
В 1837 году поэт В. А. Жуковский застал на набережной единственное сооружение — таможню.
В 1842—1844 годах под руководством архитектора К. И. Гоняева были проведены работы по благоустройству набережной. В РГИА хранится документ «О награждении гражданского инженера Гоняева за постройку в городе Ялте Набережной».
Носила название — Александровская набережная
До 1886 года набережная была обычной береговой полосой. Затем по проекту А. Л. Бертье-Делагарда и Н. М. Шевцова она была приподнята, укреплена каменными блоками и обнесена металлическими перилами, создававшими иллюзию борта корабля.
Чтобы защитить основание набережной от штормов в 1961 году она была сделана двухступенчатой.
29 сентября 2009 года состоялось освящение часовни в честь Собора Новомучеников и исповедников Российских, строительство которой началось на Набережной Ялты ещё в 2007 году.

## Описание

### К улице примыкают
- Улица Володарского
- Улица Гоголя
- Улица Пушкинская
- Улица Екатерининская
- Черноморский переулок
- Улица Морская
- Улица Архитектора Краснова
- Улица Киевская
- Улица Московская

### Достопримечательности
На Набережной находятся здания Главного почтамта, Международного морского клуба и сооружения аттракционов. Здесь же находится памятник В. И. Ленину. От середины Набережной, возле причалов для теплоходов местных линий и прогулочных катеров, начинается канатная дорога, которая ведёт на холм Дарсан.
Возле нижней станции канатной дороги расположено здание гостиницы «Таврида» (бывшая «Россия», Набережная, 13). Она была построена в 1875 году и долгое время была самой большой и комфортабельной в Ялте. В 1876 году в гостинице около двух месяцев прожил тяжело больной Н. А. Некрасов. Здесь он не только лечился, но и работал над поэмой «Кому на Руси жить хорошо». Значительное количество известных имён упоминается на мемориальной доске гостиницы. Здание интересно также своей архитектурой и инженерными решениями (реконструировано в начале XXI века).
В западной части набережной возвышается сооружение в виде древнегреческого корабля — ресторан «Apelsin». Напротив него огромной шаровидной кроной выделяется платан Айседоры Дункан, которому по легенде не меньше 500 лет.
В самой западной своей части набережная пересекает реку Учан-Су, на которой построен выставочный зал Союза художников.
29 сентября 2009 года состоялось освящение часовни в честь Собора Новомучеников и исповедников Российских, строительство которой началось на Набережной Ялты ещё в 2007 году.
Возле концертного зала «Юбилейный» расположены памятники трубке Александра Ширвиндта, жилетке Аркадия Арканова, шляпе Клары Новиковой и микрофону Иосифа Кобзона.

## Набережная в культуре
Ялтинская набережная — место действия многих произведений искусства и массовой культуры. Среди этих произведений самые известные — это знаменитый рассказ А. П. Чехова «Дама с собачкой» и фильм С. А. Соловьёва «Асса».
На набережной снят ряд эпизодов фильма «Операция „Ы“ и другие приключения Шурика»

## Галерея

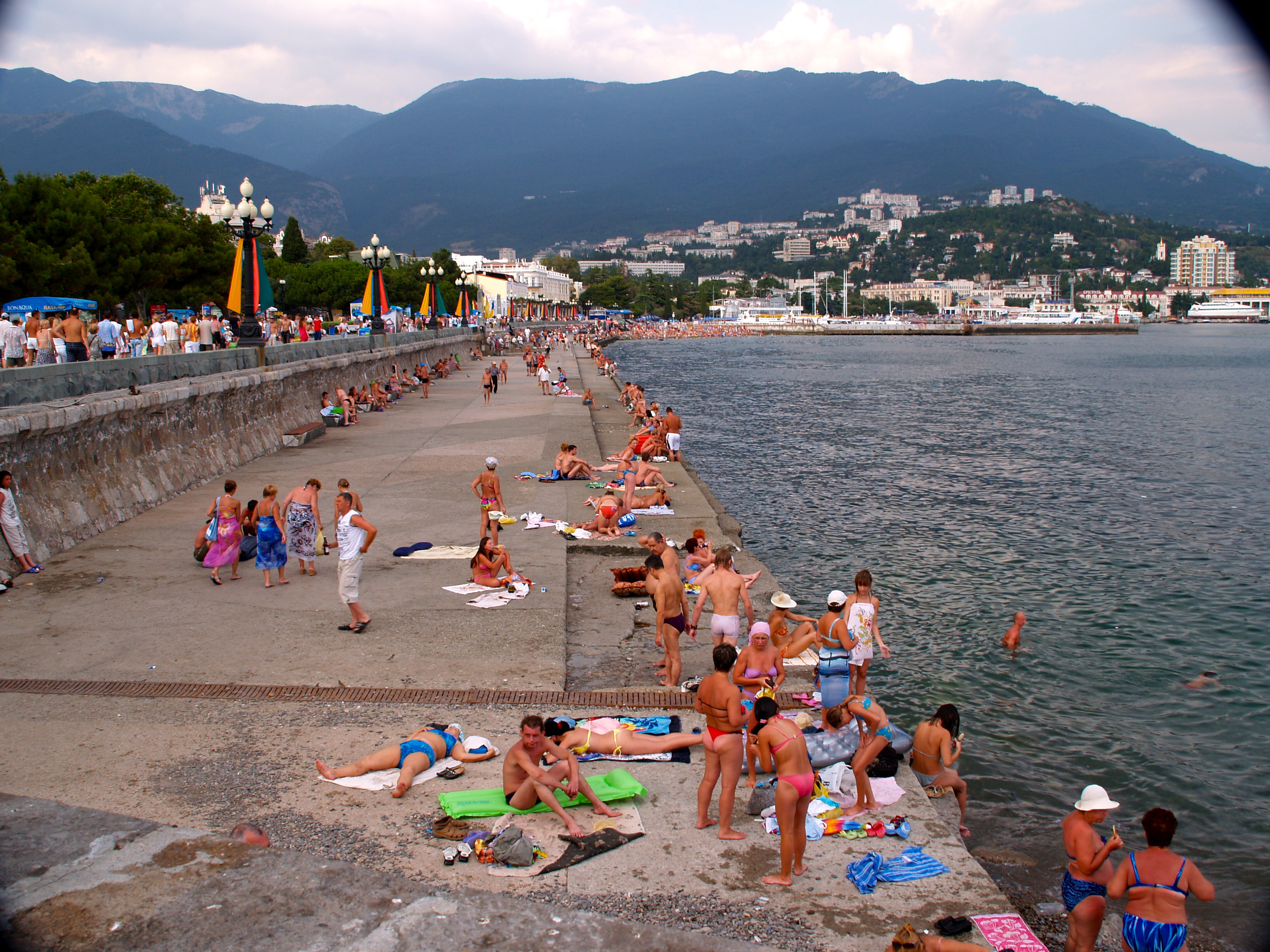
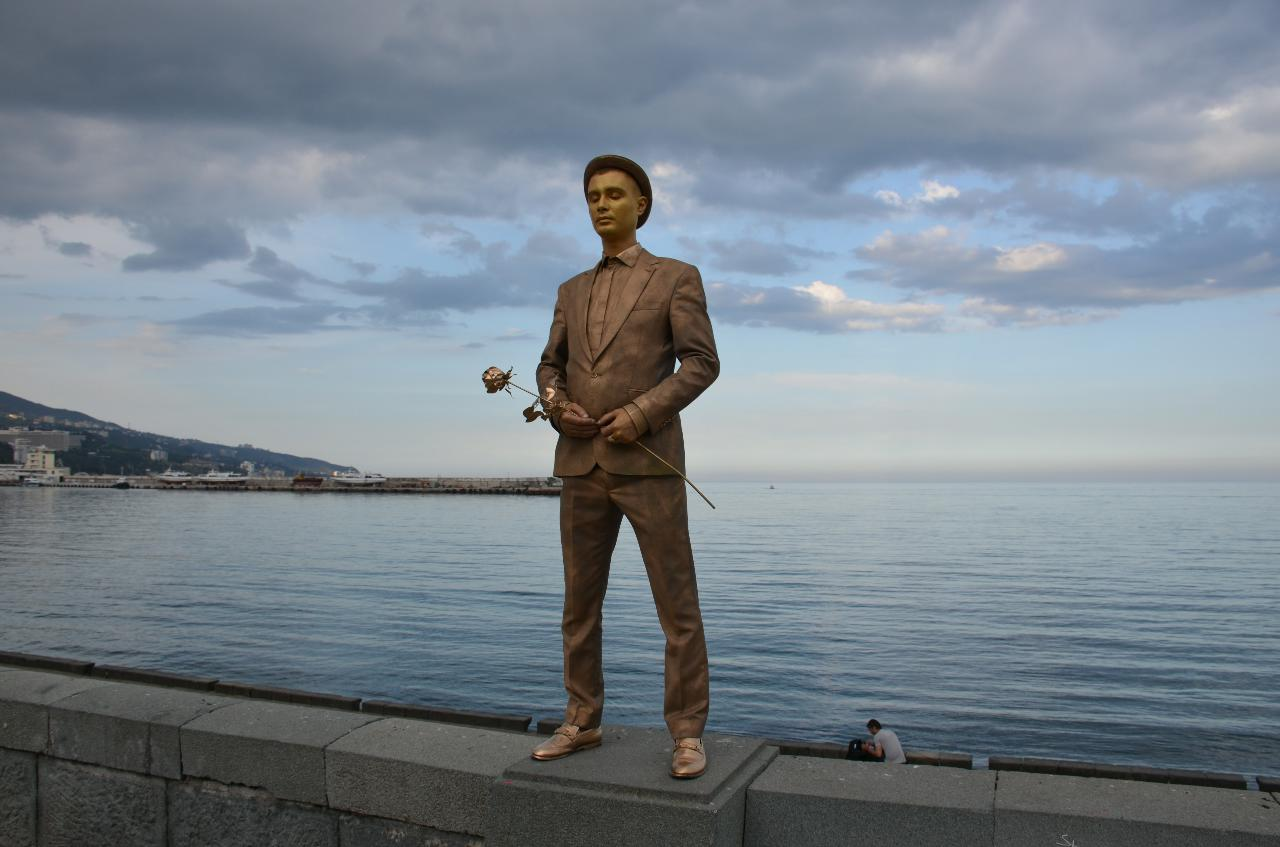
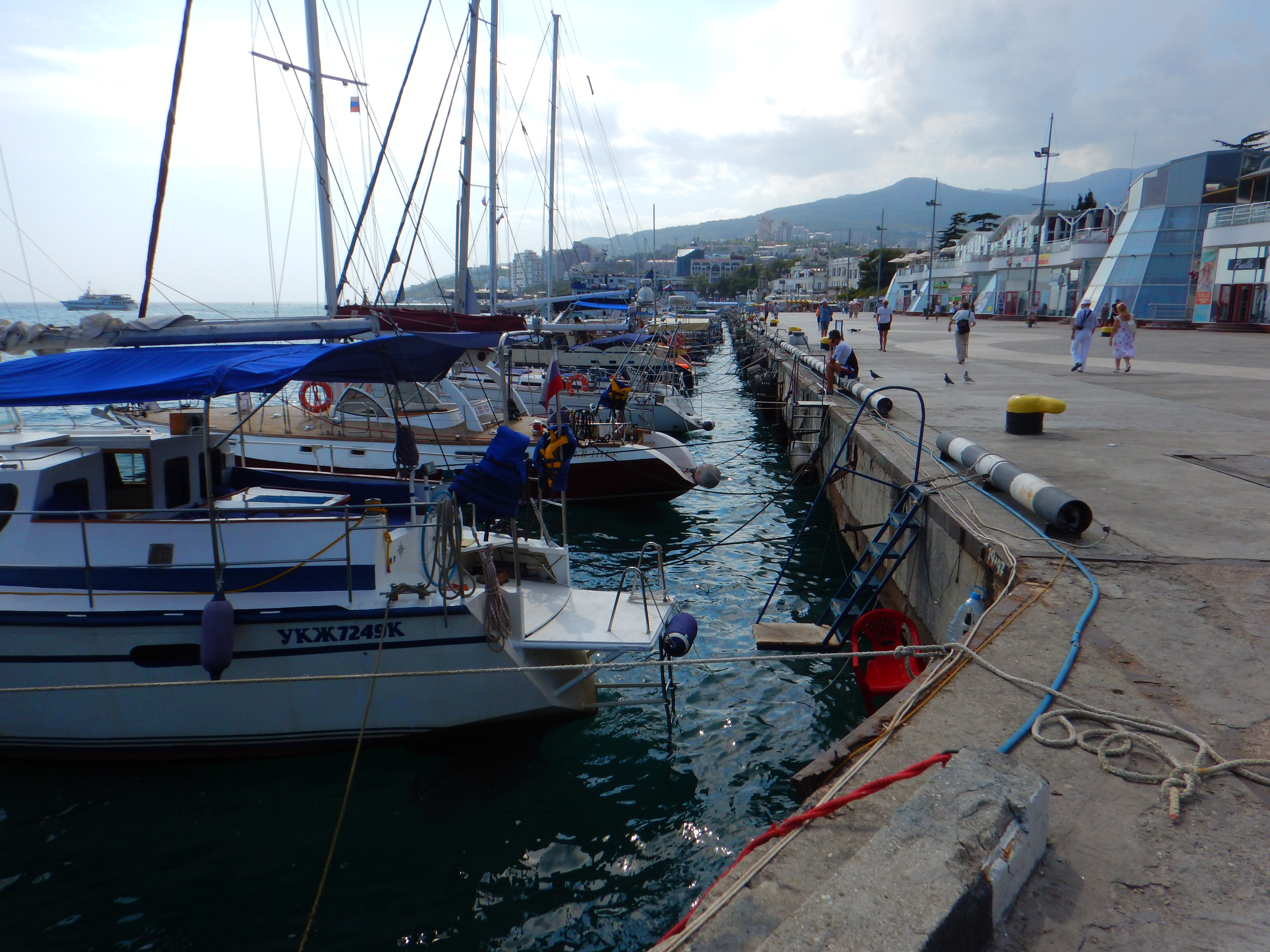
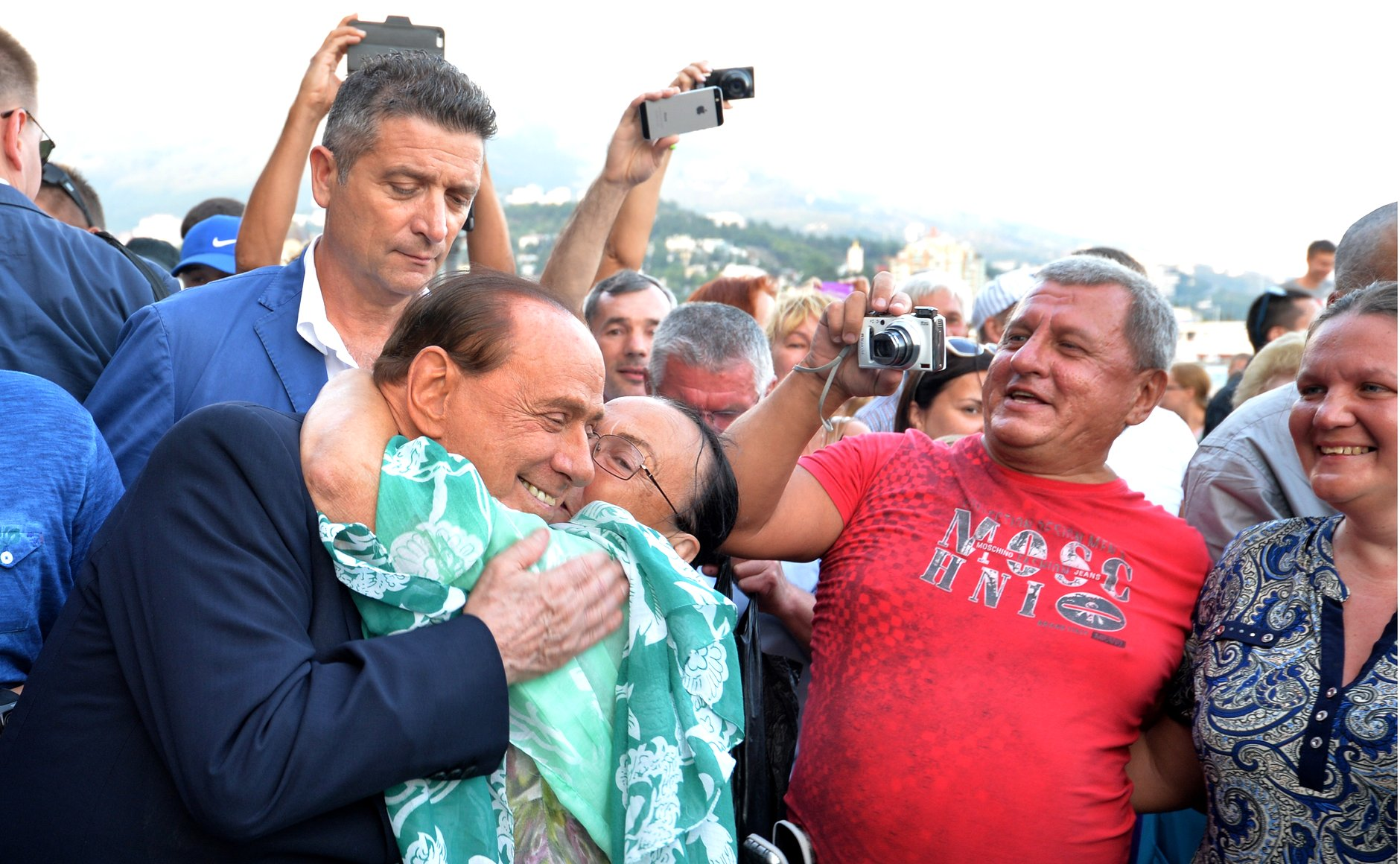
Сильвио Берлускони, находящийся в России с частным визитом